# Tecticeps japonicus
Tecticeps japonicus is een pissebed uit de familie Tecticipitidae. De wetenschappelijke naam van de soort is voor het eerst geldig gepubliceerd in 1934 door Iwasa.